# Campionato italiano di calcio da tavolo 2008
Il trentaquattresimo campionato italiano di calcio da tavolo venne organizzato dalla F.I.S.C.T. al Ferrara nel 2008.
Sono stati assegnati 6 titoli:
- Open
- Veterans (Over40)
- Under19
- Under15
- Under12
- Femminile

## Risultati

### Cat. Open

#### Quarti di Finale
- Bertelli Daniele 0 - 3 Bertelli Simone
- Pochesci Daniele 1 - 4 Intra Efrem
- Bolognino Massimo 4 - 0 De Francesco Stefano t.p.
- Saverio Bari 3 - 0 Mazzilli Michelangelo

#### Semifinali
- Bertelli Simone 2 - 1 Intra Efrem
- Bolognino Massimo 2 - 3 Bari Saverio

#### Finale
- Bertelli Simone 3 - 1 Saverio Bari

### Cat. Veteran

#### Quarti di Finale
- Mattiangeli Francesco 5 - 0 Pizzolato Antonio
- Giacomo Monica 2 - 1 Cerullo Livio s.d.
- Tagliaferri Stefano 1 - 5 Conti Massimo t.p.
- Richichi Emilio 2 - 1 Manganello Mauro

#### Semifinali
- Mattiangeli Francesco 2 - 1  Giacomo Monica s.d.
- Conti Massimo 0 - 3 Richichi Emilio

#### Finale
- Richichi Emilio 4 - 3 Mattiangeli Francesco 2 - 2 t.p.

### Cat. Under 19

#### Semifinali
- La Rosa Riccardo 2 - 1 Nespoli Francesco
- Praino Leonardo 4 - 0 Coco Fabrizio

#### Finale
- La Rosa Riccardo 3 - 1 Praino Leonardo

### Cat. Under 15

#### Semifinali
- Bellotti Mattia 3 - 1 Esposito Simone
- Palmieri Simone 3 - 1 Stefanucci Niccolo

#### Finale
- Bellotti Mattia 4 - 3 Palmieri Simone

### Cat. Under 12

#### Quarti di Finale
- Tagliaferri Diego 10 - 1 Zambello Luca
- Battista Luca 2 - 1 Lo Cascio Emanuele
- Solari 2 - 0 Peluso Antonio
- Feo Alessandro 0 - 2 De Francesco Antonio

#### Semifinali
- Tagliaferri Diego 1 - 2 Battista Luca
- Solari 2 - 1 De Francesco Antonio

#### Finale
- Battista Luca 5 - 0 Solari

### Cat. Femminile

#### Semifinali
- Daniela Costa  2 - 1 Laura Panza
- Lo Cacio Giuditta 3 - 4 Bartolini Valentina

#### Finale
- Bartolini Valentina 3 - 0 Daniela Costa